# Трут

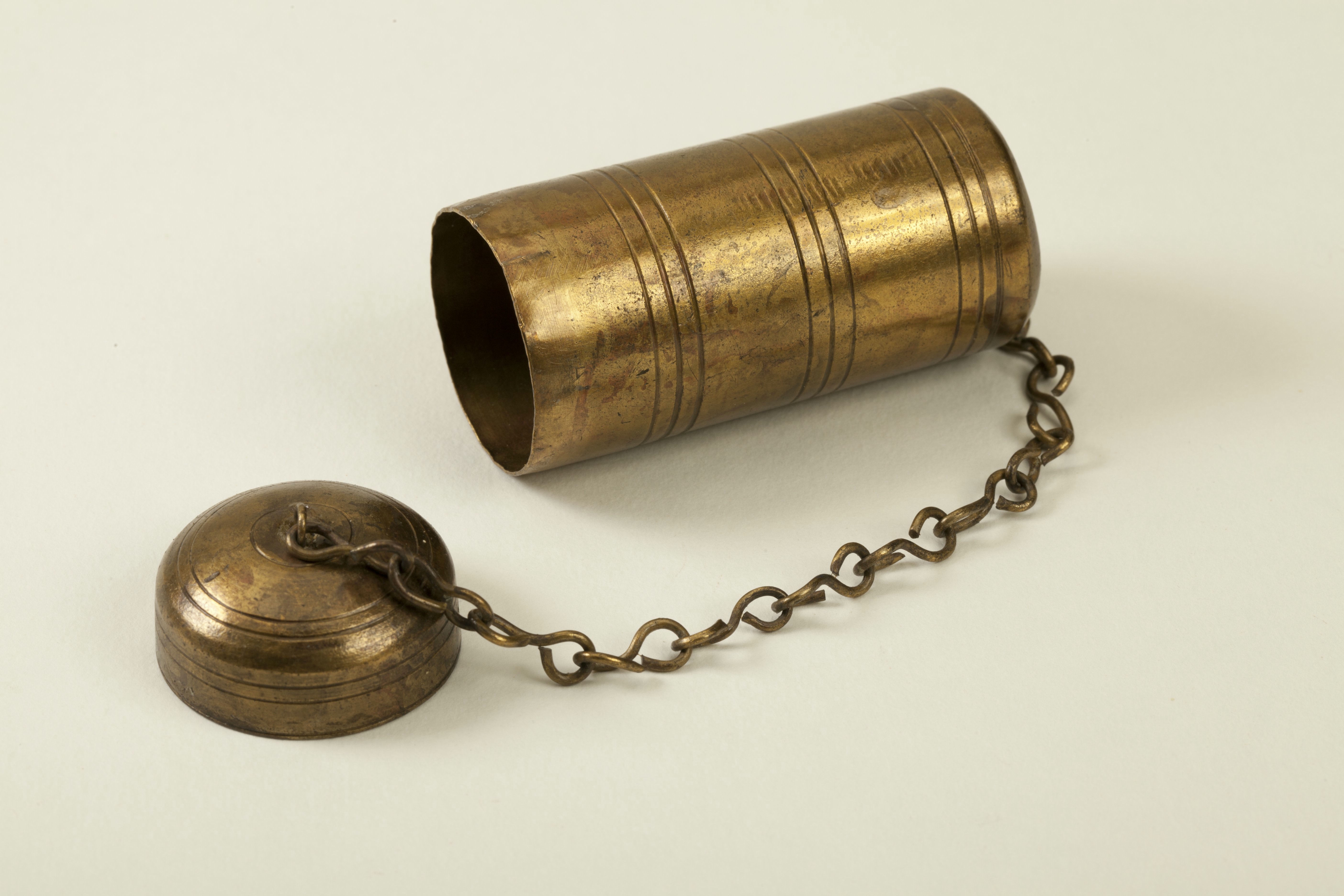
Старовинна мідяна трутниця

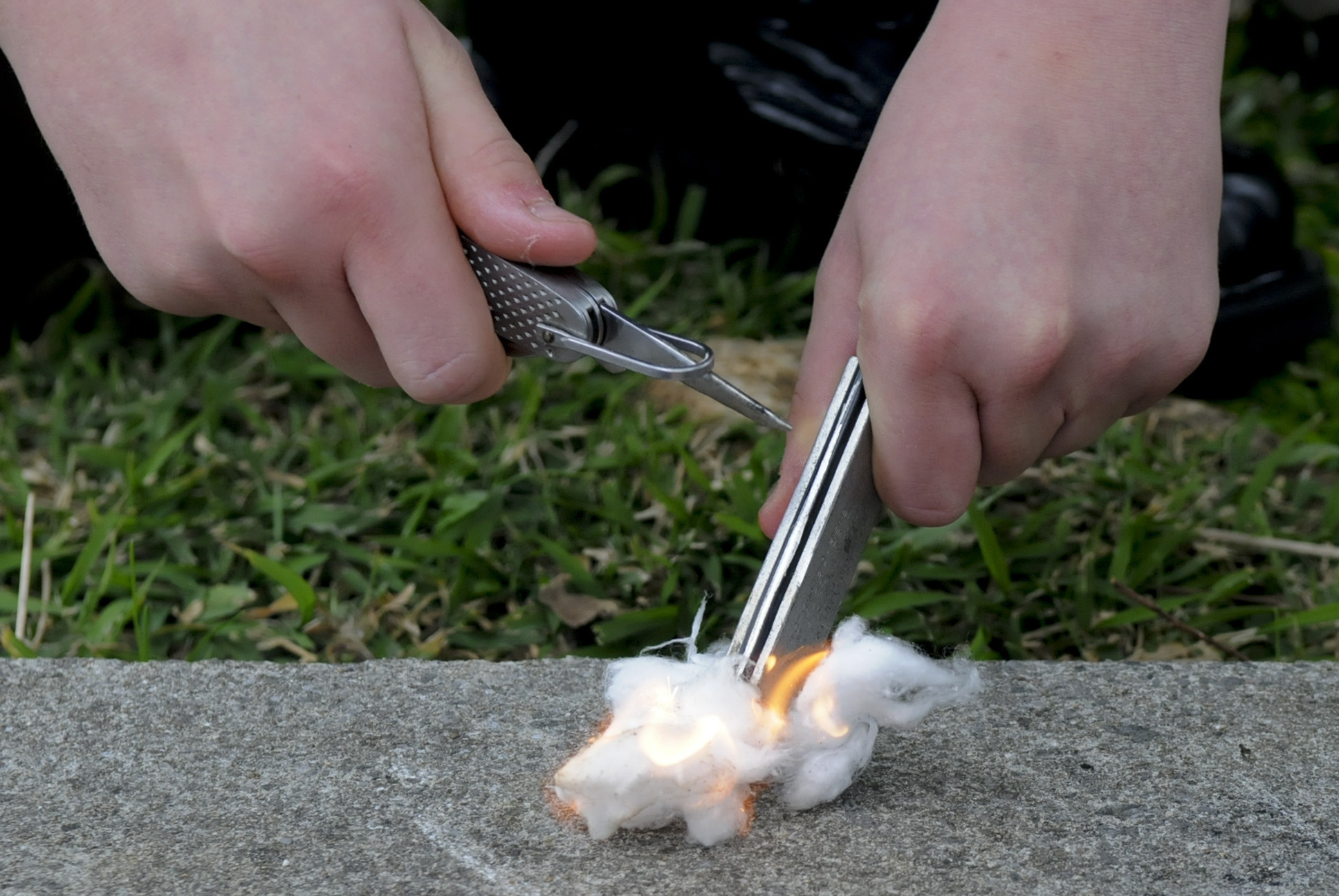
Запалювання труту кресалом

Трут, також гу́бка — це будь-який матеріал, який запалюється від однієї іскри. Березова кора, суха трава, дерев'яні стружки, вощений папір, розпушена вата, ялинові шишки, соснові голки, подрібнені сухі гриби (трутовики), за старих часів у м'якоті трутовиків переносили вогонь.

## Виготовлення
Горіла бавовняна тканина може бути виготовлена шляхом «запікання» тканини в вогнестійкому контейнері. Наприклад, можна обпалити шматочок тканини в багатті поклавши його в невелику бляшанку. Банка повинна бути негерметичною, оскільки в іншому випадку її розірве тиском розігріваних газів. Також банка повинна ізолювати тканину від відкритого полум'я.
Також трут історично виготовлявся з гриба трутовика просочуванням його сильними окислювачами. Також можна зварити гриб трутовик і відбити його палицею, після чого висушити.
Для виготовлення трута з гриба необхідно брати його «губчасту» частину. Попередньо очищені від кори і твердішої трубчастої частини, гриби нарізують на скибки 1,5-2 см завтовшки. У ємність поміщають нарізані гриби і золу (попіл) від багаття в пропорції, приблизно, 1:1, заливають водою і варять на слабкому вогні близько двох годин. Після чого відвар виливають, а гриби енергійно і інтенсивно відбивають підручними засобами до плаского стану. Після чого трут просушують і зберігають у сухому місці. Для успішного розпалювання багаття з отриманого трута, перед використанням його необхідно добре розім'яти.
Також можна зібрати суху траву і розтерти її в порошок або виготовити трут зі звичайної вати.